# Ryu Saito
Ryu Saito (齋藤 竜 Saito Ryu?), född 18 september 1979 i Hokkaido prefektur, är en japansk före detta fotbollsspelare.
Saito började sin karriär 2002 i Cerezo Osaka. 2005 flyttade han till Thespa Kusatsu. Efter Thespa Kusatsu spelade han för FC Gifu. Han avslutade karriären 2007.